# Vaux (Allier)
Vaux (okzitanisch: Vaus) ist eine französische Gemeinde im Département Allier mit 1.164 Einwohnern (Stand: 1. Januar 2022) in der  Region Auvergne-Rhône-Alpes. Sie gehört zum Arrondissement Montluçon und zum Kanton Montluçon-1. Vaux ist Teil des Gemeindeverbandes Le Val de Cher. 

## Geographie
Vaux liegt etwa 81 Kilometer nordwestlich von Clermont-Ferrand am Canal de Berry am Cher, der die Gemeinde im Osten begrenzt.

### Nachbargemeinden
Umgeben ist Vaux von den Nachbargemeinden Audes im Norden und Nordwesten, Reugny im Norden und Nordosten, Estivareilles im Osten, Saint-Victor im Süden und Südosten, Domérat im Süden und Südwesten sowie La Chapelaude im Westen.

## Bevölkerungsentwicklung
| Jahr      | 1962 | 1968 | 1975 | 1982 | 1990 | 1999 | 2006 | 2012 | 2018 |
| Einwohner | 751  | 772  | 701  | 820  | 905  | 966  | 954  | 1064 | 1143 |

## Sehenswürdigkeiten
- Kirche St-Éloi aus dem 12. Jahrhundert

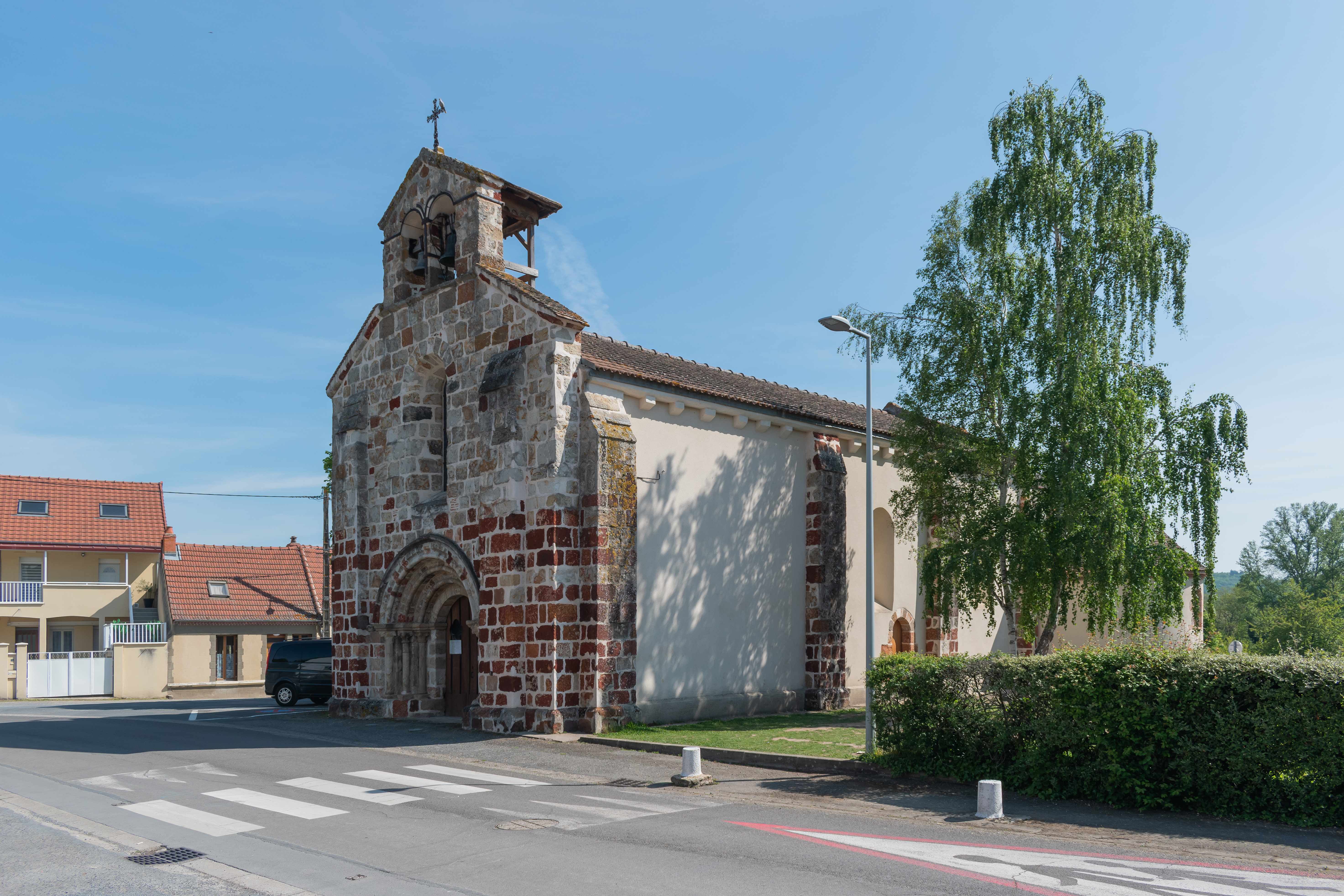
Kirche St-Éloi

- Schleuse